# Sjatsks nationalpark
Sjatsks Nationalpark (ukrainska: Шацький національний природний парк) är en nationalpark i Volyn oblast i Ukraina nära gränsen mot Polen och Belarus. Den grundades 1983 för att skydda värdefulla naturområden i Polesien och utökades 1999. Parken har en yta på 490 kvadratkilometer, varav 188 kvadratkilometer är tillgängliga för allmänheten. 
Dess våtmarker är en del av Pripjatträsken och tillsammans med parkens 23 sjöar utnämndes de till ramsarområde år 1997. Området är viktigt för rastande flyttfåglar och ett sjuttiotal arter har observerats, bland andra vitögd dykand, dubbelbeckasin, vattensångare och fjällgås. Dessutom har 365 olika arter av ryggradsdjur och 825 växtarter identifierats i området.
Många av sjöarna är förbundna med naturliga kanaler och kanaler från landåtervinningsprojekt under sovjettiden. Växtligheten består av blandskog av främst tall och björk samt betesmark.